# Liste der Gerichtsbezirke in Kantabrien
Dies sind die Gerichtsbezirke in Kantabrien, Spanien.

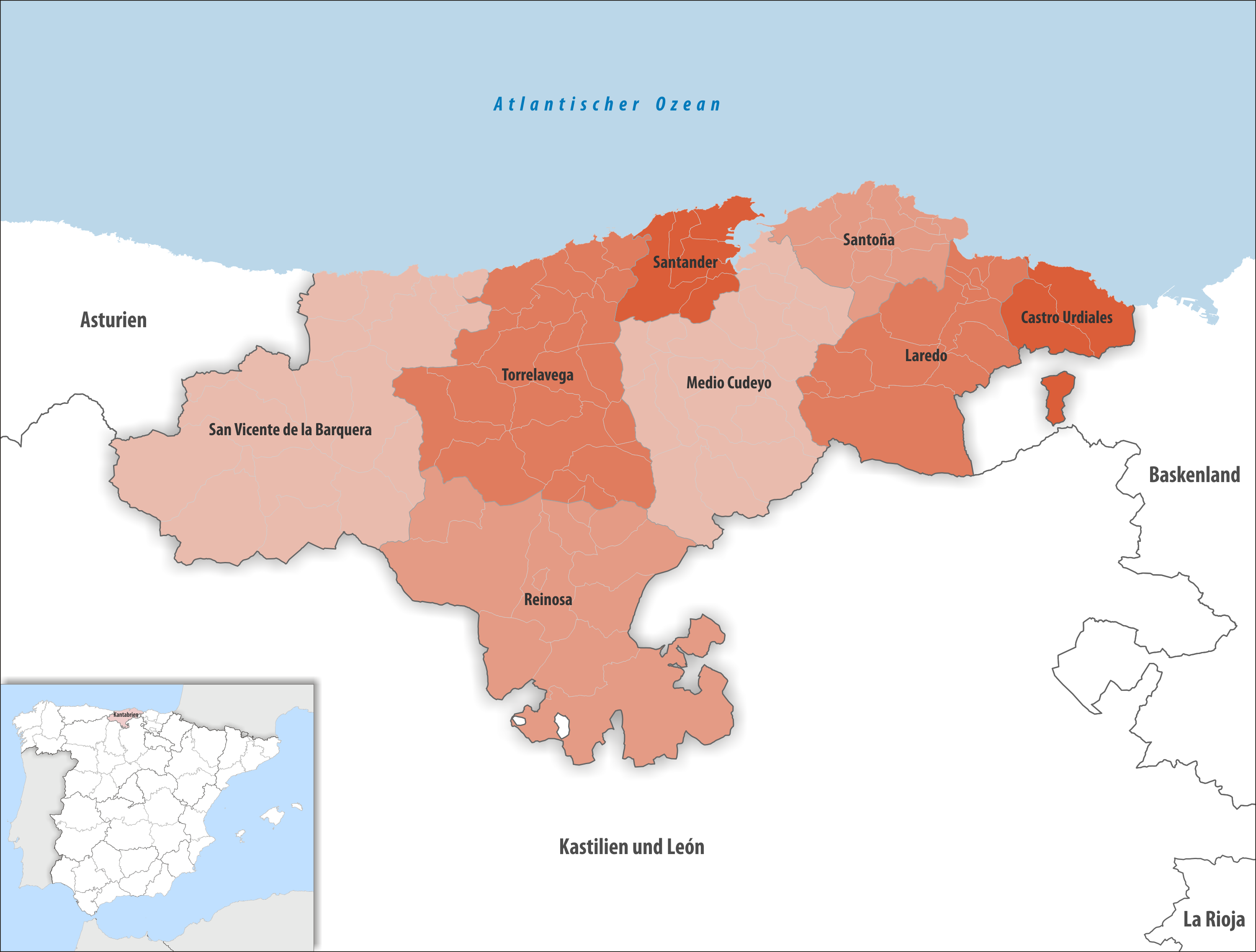
Gerichtsbezirke in der autonomen Gemeinschaft Kantabrien

| Gerichtsbezirk             | Gemeinden | Einwohner (2024) | Fläche km² | Dichte Einw./km² | Hauptquartier              |
| -------------------------- | --------- | ---------------- | ---------- | ---------------- | -------------------------- |
| Castro Urdiales            | 3         | 36.192           | 195,22     | 185              | Castro Urdiales            |
| Laredo                     | 11        | 36.344           | 593,07     | 61               | Laredo                     |
| Medio Cudeyo               | 20        | 51.826           | 830,42     | 62               | Medio Cudeyo               |
| Reinosa                    | 11        | 17.481           | 1.081,36   | 16               | Reinosa                    |
| San Vicente de la Barquera | 19        | 20.537           | 1.244,93   | 16               | San Vicente de la Barquera |
| Santander                  | 6         | 267.558          | 209,68     | 1.276            | Santander                  |
| Santoña                    | 12        | 37.823           | 281,65     | 134              | Santoña                    |
| Torrelavega                | 20        | 123.802          | 893,89     | 138              | Torrelavega                |
| Provinz Cantabria          | 102       | 591.563          | 5.330,22   | 111              | Santander                  |